# Семейкинский поселковый совет
Семейкинский поселковый совет (укр. Сімейкинська селищна рада) — административно-территориальная единица Краснодонского района Луганской области Украины.
Административный центр поселкового совета находится в 
пгт Семейкино.

## Населённые пункты совета
- пгт Семейкино
- с. Глубокое
- с. Красный Яр
- с. Радянское

## Адрес поссовета
94473, Луганская обл., Краснодонский р-н, пгт. Семейкино, ул. Почтовая, 1; тел. 98-3-62